# Contemporary Amperex Technology
Contemporary Amperex Technology Co. Limited, abbreviata con la sigla CATL (lingua cinese:宁德时代新能源科技股份有限公司), è una società cinese fondata nel 2011 e specializzata nella produzione di batterie agli ioni di litio per autoveicoli elettrici e sistemi di accumulo di energia, nonché di sistemi di gestione delle batterie (BMS). Ha sede a Ningde nella provincia del Fujian e i suoi impianti produttivi a Ningde, Qinghai e Liyang. I principali centri di ricerca e sviluppo hanno sede a Ningde, Shanghai e Berlino. L'azienda è quotata dal 2018 alla Borsa di Shenzhen e dal 2025 alla Borsa di Hong Kong.
Nel settembre 2019, la compagnia ha presentato il primo veicolo al mondo dotato di tecnologia cell-to-pack che integra le cellule direttamente all'interno del pacchetto, eliminando la necessità dei moduli. Tale innovazione permette di aumentare il tasso di utilizzazione del volume dal 15 al 20%, raddoppiare l'efficienza di produzione riducendo il numero di parti del 40%, e far passare la densità energetica della batteria da 140-150Wh/kg a 200Wh/kg .
Con una quota del 37% nel mercato globale e del 40% in quello cinese, nel 2023 era il più grande produttore di batterie al mondo. Il suo principale rivale cinese è la BYD Auto.

## Storia
CATL è stata fondata a Ningde, il che si riflette nel suo nome cinese ("era Ningde"). L'azienda è nata come spin-off di Amperex Technology Limited (ATL), una precedente azienda fondata da Robin Zeng nel 1999. ATL inizialmente produceva batterie ai polimeri di litio basate su una tecnologia concessa in licenza, ma in seguito ha sviluppato progetti di batterie più affidabili. Nel 2005, ATL è stata acquisita dalla società giapponese TDK, ma Zeng ha continuato come manager per ATL. Nel 2011, un gruppo di investitori cinesi, guidati da Zeng e dal vicepresidente Huang Shilin, ha scorporato le operazioni di batterie EV di ATL nella nuova società CATL dopo aver acquisito una quota dell'85%. L'ex casa madre TDK ha mantenuto la sua partecipazione del 15% in CATL fino al 2015. Zeng ha applicato alla sua azienda gli stili di gestione di TDK e Huawei.

### 2011-2021
Con l'ascesa dei veicoli elettrici, CATL è diventato gradualmente uno dei principali fornitori di batterie al mondo grazie ai suoi primi investimenti nelle tecnologie delle batterie per veicoli elettrici e alle sovvenzioni governative all'industria delle batterie. Nel 2011, la Cina ha richiesto alle case automobilistiche straniere di trasferire la tecnologia cruciale alle aziende nazionali al fine di ricevere sussidi per i veicoli elettrici. Nel 2012, CATL ha stabilito una collaborazione con BMW Brilliance, il suo primo cliente principale. La posizione dominante della Cina nella catena di approvvigionamento della produzione di batterie, compreso il controllo sui materiali delle terre rare, ha fornito una base ideale per le aziende cinesi come CATL per disaccoppiarsi dal monopolio della tecnologia occidentale. Ha iniziato a fornire componenti alle catene di fornitura dei produttori di veicoli europei e americani in mezzo alla concorrenza di Panasonic e L.G. Chemical.
Nel 2016, CATL è stato il terzo fornitore mondiale di batterie per veicoli elettrici, HEV e PHEV, dietro Panasonic (Sanyo) e BYD. Nel 2017, le vendite di sistemi di batterie di alimentazione di CATL hanno raggiunto gli 11,84 GWh, conquistando per la prima volta il comando a livello mondiale.
Nel gennaio 2017, CATL ha annunciato una partnership strategica con Valmet Automotive, concentrandosi sulla gestione dei progetti, l'ingegneria e la fornitura di pacchi batteria. CATL ha acquisito una partecipazione del 22% in Valmet Automotive. Nel giugno 2018, CATL si è quotata alla Borsa di Shenzhen. Sempre nel 2018 BMW ha acquisito batterie per un valore di 4 miliardi di euro da CATL per l'uso nei veicoli elettrici Mini e iNext. Nello stesso anno, CATL ha dichiarato che avrebbe aperto una nuova fabbrica di batterie ad Arnstadt, in Turingia, in Germania.
Nel giugno 2020, Zeng Yuqun ha annunciato che l'azienda aveva realizzato una batteria per veicoli elettrici (EV) valutata come buona per 1,6 milioni di chilometri.
Nel 2021 l'azienda ha presentato una batteria agli ioni di sodio per il mercato automobilistico. È previsto un impianto di riciclaggio delle batterie per recuperare parte dei materiali. CATL ha continuato a investire anche nelle batterie al cobalto e ha acquisito una partecipazione di quasi il 25% nella miniera di cobalto di Kisanfu nella Repubblica Democratica del Congo, una delle maggiori fonti di cobalto al mondo.
Nel dicembre 2024, CATL ha annunciato ai suoi fornitori la volontà di fornire loro un sostegno finanziario per accelerare l'innovazione tecnologica nei materiali e nelle attrezzature per batterie. Il 12 dicembre 2024 è stato riferito che CATL collaborerà con Stellantis in una joint-venture per costruire un impianto di batterie al litio ferro fosfato su larga scala a Saragozza, con un investimento del valore di 4,1 miliardi di euro. Questa partnership 50-50 inizierà la produzione di batterie nel 2026 e avrà una capacità che raggiungerà i 50 GWh.
Il 7 gennaio 2025, il Dipartimento della Difesa degli Stati Uniti ha aggiunto CATL e Tencent alla sua lista di "aziende militari cinesi". 
L'11 febbraio 2025, CATL ha presentato domanda di quotazione secondaria alla Borsa di Hong Kong, con l'obiettivo di raccogliere oltre 5 miliardi di dollari per finanziare piani di espansione internazionale, tra cui progetti in Ungheria, Spagna e Indonesia. Gli investitori principali includevano Sinopec, la Kuwait Investment Authority, Hillhouse Investment, Oaktree Capital Management e un fondo di investimento della famiglia Agnelli.
Il 23 giugno 2025, CATL ha annunciato il proprio ingresso nel settore dei taxi a guida autonoma con la nuova joint venture Shanghai Zaofu Intelligent Technology Co., Ltd, sede a Shanghai, con un capitale sociale di 1,288 miliardi di yuan.

## Pipeline
- batterie CATL Choco-SEB: sostituzione delle batterie in 100 secondi con moduli precaricati che hanno una densità energetica di oltre 160 Wh/kg e 325 Wh/litro.[28][29]